# Батлер, Роберт
Роберт Стэнтон Батлер (англ. Robert Stanton Butler; 17 ноября 1927, Лос-Анджелес, Калифорния — 3 ноября 2023, Лос-Анджелес, Калифорния) — американский режиссёр кино и телевидения, трёхкратный лауреат премии «Эмми».

## Биография и карьера
Роберт Стэнтон Батлер окончил Калифорнийский университет в Лос-Анджелесе по специальности английский язык. Работу в режиссуре он начал помощником режиссёра в телесериале-антологии «Кульминация!», а самостоятельную режиссёрскую карьеру с эпизода в «Хеннеси» (1959).
Затем Батлер продолжил работать режиссёром преимущественно в телесериалах, из которых наиболее известны «Звёздный путь: Оригинальный сериал», «Блюз Хилл-стрит», «Неприкасаемые», «Доктор Килдэр», «Шоу Дика Ван Дайка», «Бэтмен», «Беглец», «Сумеречная зона», «Я шпион», «Синий свет», «Захватчики», «Лоис и Кларк: Новые приключения Супермена», «Дымок из ствола», «Изгои», «Миссия невыполнима», «Гавайи 5-O», «Звонящий в полночь».
Батлер снимал пилотные эпизоды для многих сериалов, включая «Звёздный путь: Оригинальный сериал», «Бэтмен», «Печальный рыцарь», «Блюз Хилл-стрит», «Ремингтон Стил», «Детективное агентство „Лунный свет“», «Сёстры» и «Лоис и Кларк: Новые приключения Супермена».
Батлер получил две премии «Эмми» за лучшую режиссуру драматического телесериала, за пилотный эпизод сериала «Печальный рыцарь» (1973) и за премьеру сериала «Блюз Хилл-стрит» (1981).
Также в 1974 году Батлер получил премию «Эмми» как лучший режиссёр года.
7 февраля 2015 года, Батлер был удостоен премии Гильдии режиссёров Америки за лучшие достижения в режиссуре на телевидении, вместе с Джеймсом Берроузом.

## Смерть
Роберт Батлер умер в Лос-Анджелесе, Калифорния, 3 ноября 2023 года в возрасте 95 лет. После его смерти, Ральф Сененски стал последним живущим режиссёром, снявшим эпизод телесериала «Звёздный путь: Оригинальный сериал».

## Избранная фильмография
Режиссёр
- Женская бригада / The Division (2001)
- Турбулентность / Turbulence (1997)
- Белая миля / White Mile (1994)
- Лоис и Кларк: Новые приключения Супермена / Lois & Clark: The New Adventures of Superman (1993)
- Сирены / Sirens (1993)
- Сёстры / Sisters (1991)
- Звонящий в полночь / Midnight Caller (1988)
- Вне времени / Out of Time (1988)
- Звёздный путь: Оригинальный сериал / Star Trek: The Original Series (1966—1986)
- Наша семейная честь / Our Family Honor (1985)
- Детективное агентство «Лунный свет» / Moonlighting (1985)
- Вверх по течению / Up the Creek (1984)
- Ремингтон Стил / Remington Steele (1982—1983)
- Блюз Хилл-стрит / Hill Street Blues (1981)
- Insight / Insight (1967—1981)
- Подземные асы / Underground Aces (1981)
- Ночь жонглёра / Night of the Juggler (1980)
- Горячий свинец и холодные ноги / Hot Lead and Cold Feet (1978)
- Паника в открытом небе / Mayday at 40,000 Feet! (1976)
- Джеймс Дин / James Dean (1976)
- Печальный рыцарь / The Blue Knight (1975)
- Телесериал-антология Диснея / Disney anthology television series (1965—1975)
- Странный новый мир / Strange New World (1975)
- Абсолютный азарт / The Ultimate Thrill (1974)
- Коломбо / Columbo (1973—1974)
- Уолтоны / The Waltons (1972—1973)
- Печальный рыцарь / The Blue Knight (1973)
- Roll Out / Roll Out (1973)
- Кунг-фу / Kung Fu (1973)
- Док Эллиот / Doc Elliot (1973)
- Гавайи 5-O / Hawaii Five-O (1973)
- Дымок из ствола / Gunsmoke (1967—1972)
- Сейчас вы увидите его, сейчас вас не станет / Now You See Him, Now You Don’t (1972)
- Николс / Nichols (1972)
- Скандальный Джон / Scandalous John (1971)
- Босой руководитель / The Barefoot Executive (1971)
- Лансер / Lancer (1969—1970)
- Тогда пришёл Бронсон / Then Came Bronson (1970)
- Компьютер в кроссовках / The Computer Wore Tennis Shoes (1969)
- Оружие в вереске / Guns in the Heather (1969)
- Изгои / The Outcasts (1969)
- Театр CBS / CBS Playhouse (1969)
- Миссия невыполнима / Mission: Impossible (1969)
- Отдел по расследованию серьёзных преступлений / Felony Squad (1966—1968)
- Территория Симаррон / Cimarron Strip (1968)
- Айронсайд / Ironside (1968)
- Джадд, в защиту / Judd, for the Defense (1967)
- Полиция Нью-Йорка / N.Y.P.D. (1967)
- Захватчики / The Invaders (1967)
- Боб Хоуп представляет / Bob Hope Presents the Chrysler Theatre (1967)
- Я шпион / I Spy (1966)
- Шейн / Shane (1966)
- Синий свет / Blue Light (1966)
- Бэтмен / Batman (1966)
- Беглец / The Fugitive (1964—1966)
- Герои Хогана / Hogan’s Heroes (1965—1966)
- Мистер Робертс / Mister Roberts (1965)
- Виргинцы / The Virginian (1965)
- Двигайся за всю жизнь / Run for Your Life (1965)
- Защитники / The Defenders (1963—1965)
- Сумеречная зона / The Twilight Zone (1964)
- Арест и суд / Arrest and Trial (1964)
- Лейтенант / The Lieutenant (1963—1964)
- Шпионаж / Espionage (1964)
- Бен Кейси / Ben Casey (1963)
- Величайшее шоу на Земле / The Greatest Show on Earth (1963)
- Шоу Ричарда Буна / The Richard Boone Show (1963)
- Доктор Килдэр / Dr. Kildare (1962—1963)
- Неприкасаемые / The Untouchables (1962—1963)
- Стони Бёрк / Stoney Burke (1962—1963)
- Детективы / The Detectives (1961—1962)
- Следуй за солнцем / Follow the Sun (1962)
- Стрелок / The Rifleman (1962)
- Шоу Гертруды Берг / Mrs. G. Goes to College (1961)
- Шоу Дика Пауэлла / The Dick Powell Show (1961)
- Шоу Дика Ван Дайка / The Dick Van Dyke Show (1961)
- Бонанза / Bonanza (1961)
- Есть оружие — будут путешествия / Have Gun — Will Travel (1961)
- Шоу Дюпон с Джун Эллисон / The DuPont Show with June Allyson (1960—1961)
- Успех Доби Гиллис / The Many Loves of Dobie Gillis (1960)
- Хеннеси / Hennesey (1959—1960)

Помощник режиссёра
- Театр 90 минут / Playhouse 90 (1958—1959)
- Кульминация! / Climax! (1956—1958)

Продюсер
- Лоис и Кларк: Новые приключения Супермена / Lois & Clark: The New Adventures of Superman (1993)
- Сёстры / Sisters (1991)
- Звонящий в полночь / Midnight Caller (1988—1989)
- Вне времени / Out of Time (1988)
- Ремингтон Стил / Remington Steele (1982)